# UGC 4459
UGC 4459 è una galassia nana irregolare di tipo magellanico (Im) situata nella costellazione dell'Orsa Maggiore alla distanza di circa 11 milioni di anni luce dalla Terra.
È una delle galassie più vicine alla Via Lattea, fa parte del Volume Locale ed è un membro del Gruppo di M81.